# Burg Flüglingen
Die Burg Flüglingen ist eine abgegangene hochmittelalterliche Höhenburg auf 535,5 m ü. NN, die sich einst nordwestlich von Weimersheim am Rande eines Bergplateaus des Schlossberges, eines Teils des Flüglinger Berges, erhob.
Der heutige Burgstall befindet sich in etwa 800 Meter Entfernung von der Ortsmitte von Weimersheim, Ortsteil der Kreisstadt Weißenburg in Bayern im mittelfränkischen Landkreis Weißenburg-Gunzenhausen in Bayern. Er war der frühere Sitz der Kropfe von Flüglingen, daneben befinden sich aber auch die Reste von vorgeschichtlichen und von frühmittelalterlichen Befestigungen auf dem Flüglinger Berg. Heute sind von dem als Bodendenkmal geschützten Objekt noch ein großer Turmhügel mit teilweisem Außenwall sichtbar, sie ist eine der größten und besterhaltenen Anlagen im Landkreis.

## Geschichte
Der beeindruckende Burgstall wurde während des Hochmittelalters, vermutlich im 12. oder 13. Jahrhundert errichtet. Die Bauherren waren die Kropfe von Weißenburg bzw. Emetzheim; sie waren als Reichsministeriale aus der Gegend von Regensburg hierhergekommen, dienten aber auch als Ministeriale den Bischöfen von Eichstätt. Nach der Errichtung der Anlage nannte sich eine Linie Kropfe von Flüglingen. 1235 wird ein Heinrich von Flüglingen erwähnt. Die erste Erwähnung der Burg selbst erfolgte 1255 mit der Nennung des „Henricus juvenis Cropf de novo castro Flugelingen“. Überregionale Bedeutung erreichte Konrad Kropf von Flüglingen, der 1242 als Burgvogt der Reichsburg Trifels (Conradus dictus Croph burcgravius castri Trifels) belegt ist und 1268 als Marschall des schwäbischen Herzogs Konradin auf dessen Feldzug nach Italien begleitete, wo er zusammen mit dem Staufer den Tod fand. Konrad Kropf war Bruder des Hildebrand Kropf von Emetzheim, was die enge Verbindung der nur rund 3,7 Kilometer auseinander liegenden Burgen belegt. Mit dem Tod Konradins 1268 begann auch der Stern der staufertreuen Kropfe zu sinken. Aus der Mitte des 14. Jahrhunderts stammen die letzten Nachrichten von Familienmitgliedern, 1342 und 1343 letztmals für die Flüglinger Linie.
1342 verkauften Hans Kropf von Flüglingen und seine Gemahlin Gertrud ihre Vogtei über Weimersheim auf ihrer Hube und zwei Lehen sowie einer Hofstatt an Wirich von Treuchtlingen und dessen Frau Agnes um 66 Pfund Heller. 1343 kaufte Seifried Kropf von Emetzheim von seinen Verwandten Hans und Gertrud Kropf von Flüglingen, letztere eine geborene von Hausen, 4 Pfund Heller aus dem Zoll zu Weißenburg. Es hat ganz den Anschein, als hätte damals ein Ausverkauf des Flüglinger Besitzes stattgefunden.
Die folgenden Besitzer der Burg Flüglingen waren die Schenken von Geyern (erstmals mit Heinrich Schenk von Geyern zu Flüglingen im Jahr 1363 belegt), die jedoch schon zwischen 1379 und 1385 die Burg an die Burggrafen von Nürnberg (die späteren Markgrafen von Brandenburg-Ansbach) weiterverkauften. Im Folgenden wurde sie noch mehrfach verpfändet, kam aber nicht mehr aus der Oberhoheit der Burggrafen bzw. Markgrafen und war daher mehrmals in kriegerische Auseinandersetzungen verwickelt. Die Angabe, die Burg sei 1422 durch Feuer zerstört worden, ist nicht richtig – offenbar wurde nur der Weiler Unterflüglingen zerstört und nicht mehr aufgebaut. Noch im 16. Jahrhundert wurde die Burg Flüglingen als markgräflich ansbachischer Amtssitz genutzt, doch scheint sie schon 1617, also noch vor dem Dreißigjährigen Krieg, aufgegeben worden zu sein; neuer Amtssitz war dann der Ort Weimersheim am Fuß des Burgbergs.

## Beschreibung
Der einteilige Burgstall liegt am Ostrand des Flüglinger Berges, dem sogenannten Schlossberg. Dieser fällt nach Norden, Osten und Süden steil zum Tal ab, an der Westseite geht er in ein größeres Plateau des Flüglinger Berges über. Heute ist der Turmhügel durch einen tiefen, von Nord nach Süd verlaufenden Graben von der restlichen Hochfläche getrennt, dieser ist allerdings durch spätere Steinbrucharbeiten entstanden. Ob sich dort auch früher ein Halsgraben befand, ist nicht bekannt.
Der rundliche Burghügel ist von einem rundlich ovalen, teilweise aber auch rechteckigen Ringwall umgeben, und bildet so zusätzlich einen Ringgraben um den Hügel. Der Wall ist an der Westseite durch den Steinbruchgraben stark gestört, auch an der Ostseite ist er wohl durch Erosion beschädigt. Der Ringgraben ist an der Westseite mindestens 25 Meter breit und acht bis neun Meter tief. Die Höhe des Burghügels beträgt etwa zehn Meter, von der Sohle des Ringgrabens aus gemessen. Darauf befindet sich ein rechteckiges 60 mal 55 Meter großes Plateau mit abgerundeten Ecken. Die Oberfläche des Hügels weist heute mehrere Wälle und Gräben auf; sie entstanden durch Steinraub, als die Bewohner der umliegenden Dörfer die Steine der Ruine zu Bauzwecken abtransportierten.
Das Aussehen der Burg ist durch eine knappe Beschreibung aus dem Jahr 1515 in groben Zügen rekonstruierbar. Die ältere Auffassung, es habe sich um eine Turmhügelburg (Motte) gehandelt, ist demnach zu revidieren: Burg Flüglingen war eine „klassische Adelsburg“ mit Ringmauer, Torgebäude, Bergfried, Wohngebäude (Kemenate) und Wirtschaftsbauten.